# Louis Roederer

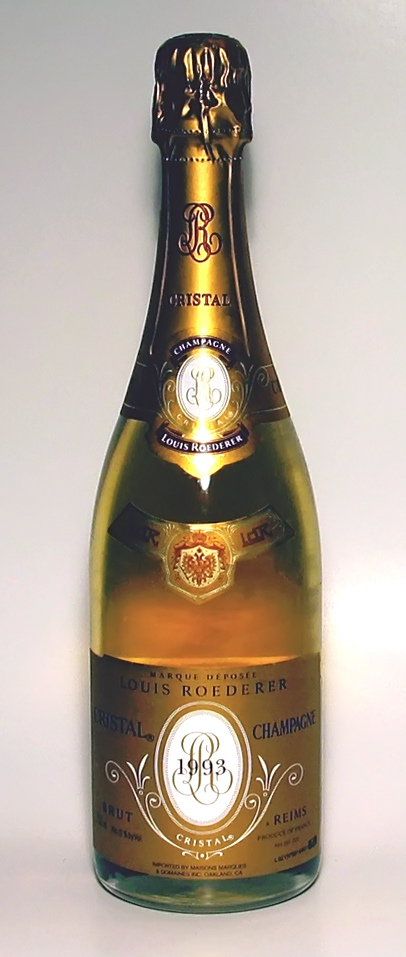
Roederer champagne.

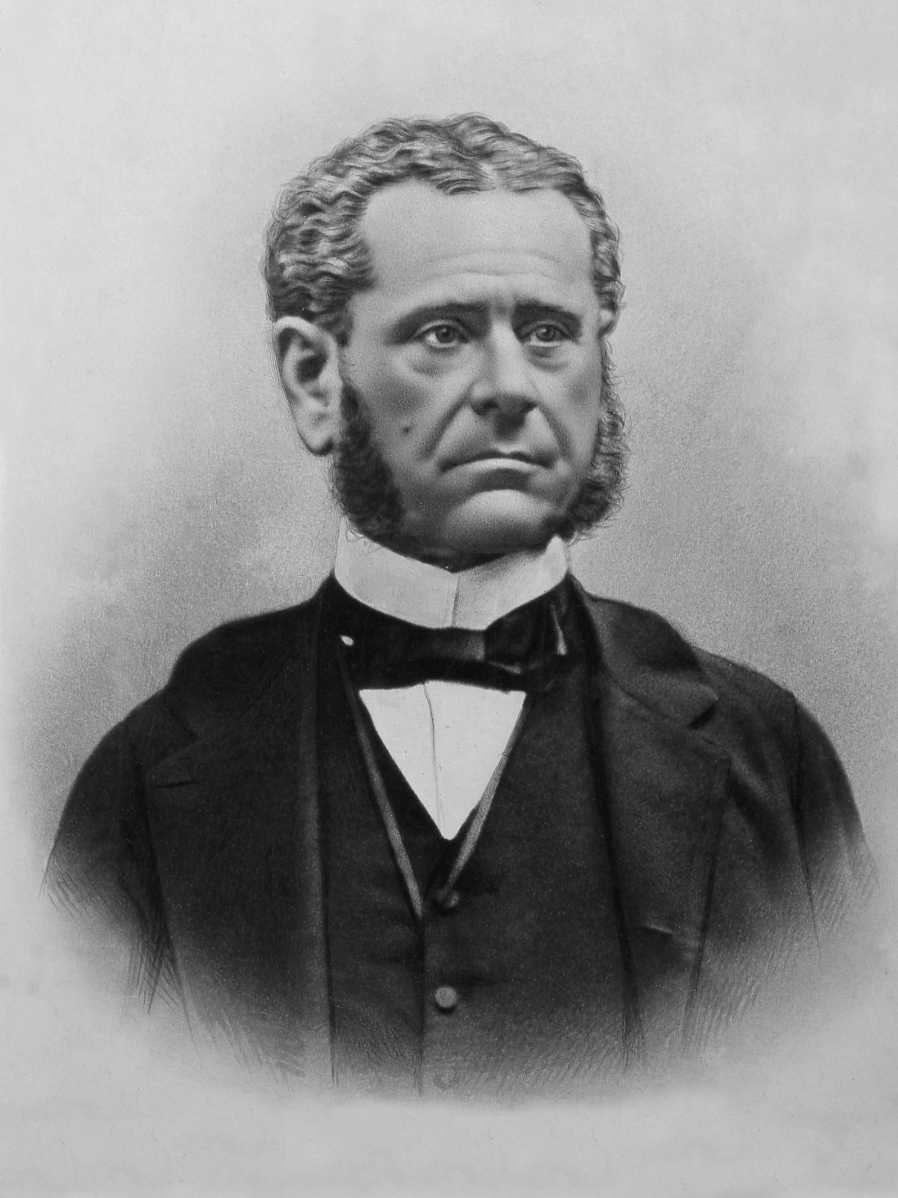
Grundaren Louis Roederer.

Louis Roederer är det näst äldsta ännu verksamma specialiserade Champagnehuset i familjeägo. Företaget grundades 1776 och huvudkontoret ligger i staden Reims i regionen Champagne-Ardenne.

## Grundaren
Huset grundades av Louis Roederer (1809–1870) som föddes i Strasbourg.
1827 började Louis Roederer på huset Dubois Père & Fils som då ägdes av hans farbror Nicolas-Henri Schreider. Roederer förvärvade företaget 1833 som därefter bytte namn.

## Företaget
Huset grundades som Dubois Père & Fils Maison de Champagne möjligen redan 1760 men det officiella datumet är satt till 1776.
Tillverkningsmetoderna för mousserande viner hade utvecklades av Dom Pérignon redan i slutet på 1600-talet. Vinet förvarades dock då i fat vilket omöjliggjorde transporter.
Först efter ett Arrêté royal (kungligt dekret) utfärdat den 25 maj 1728 av Ludvig XV av Frankrike tilläts vin att även transporteras på flaskor och förutsättningarna för champagnehusen grundlades.
1833 övertogs champagnehuset av Louis Roederer efter farbroderns död och namnet ändrades. Efter Louis Roederers död övertogs företaget av sonen Louis Roederer II.
Efter Louis II död 1880 övertog systern Léonie Olry företaget och därefter hennes söner Léon Orly och Louis-Victor Orly. Familjen behöll namnet Roederer hela tiden även när hustrun till sonen Léon Camille Olry-Roederer övertog företaget 1932.
Efter Camilles död 1975 övertog dottern Marcelle Rouzaud och hennes son Jean-Claude Rouzaud ledningen. 2006 tog så sonen Frédéric Rouzaud över och företaget är fortfarande ett familjeföretag.
Husets prestigechampagne (La Cuvée Prestige) heter "Cristal".